# 23612 Ramzel
23612 Ramzel (tên chỉ định: 1996 BJ4) là một tiểu hành tinh vành đai chính. Nó được phát hiện bởi Robert Weber ở Socorro, New Mexico, ngày 22 tháng 1 năm 1996. Nó được đặt theo tên for Allen Lee Ramzel, an observer và systems engineer for Weber's discovery team.